# Штефан Фреліх
Штефан Фреліх (Фрьоліхь) (нім. Stefan Fröhlich; 7 жовтня 1889, Оршова, Австро-Угорщина — 2 жовтня 1978, Дуйсбург, ФРН) — австрійський і німецький офіцер, генерал авіації. Кавалер Лицарського хреста Залізного хреста.

## Біографія
В 1908 році поступив на службу в саперні частини австро-угорської армії. Учасник Першої світової війни, командир роти. Після закінчення війни прийнятий на службу в австрійську армію, служив у авіації. Після аншлюсу 15 березня 1938 року перейшов до люфтваффе. З 1 лютого 1939 року — командир 1-ї групи KG 158 (з 1 травня KG 76), з 17 жовтня 1939 року — всієї 76-ї бомбардувальної ескадри. Учасник Польської і Французької кампаній. З 19 лютого 1941 року — командувач винищувальною авіацією в Північній Африці. З 12 квітня 1942 року — командир 2-ї авіаційної дивізії на радянсько-німецькому фронті. 1 листопада 1942 року дивізію перекинули на Західний фронт. З 29 грудня 1942 року — командувач 9-м авіаційним корпусом (Франція). З 4 вересня 1943 по 1 березня 1944 року — командувач 17-ю авіаційною областю (Відень). З 1 вересня по 4 листопада 1944 року — начальник авіаційного командування «Південний Схід», якому підпорядковувались різні авіаційні з'єднання на Балканах. Командування було розформоване, а його частини передані 4-у повітряному флоту. З 27 лютого по 31 березня 1945 року — командувач 10-м повітряним флотом. З 30 квітня 1945 року у відставці.

## Звання
- Кадет (18 серпня 1908)
- Лейтенант (1 травня 1911)
- Оберлейтенант (1 серпня 1914)
- Гауптман (1 серпня 1917)
- Майор (19 січня 1928)
- Оберстлейтенант (28 грудня 1935)
- Оберст (1 квітня 1939)
- Генерал-майор (1 липня 1940)
- Генерал-лейтенант (1 січня 1942)
- Генерал авіації (1 липня 1943)

## Нагороди
- Ювілейний хрест

### Перша світова війна
- Залізний хрест 2-го класу
- Хрест «За військові заслуги» (Австро-Угорщина) 3-го класу з військовою відзнакою і мечами — нагороджений двічі.
- Бронзова і срібна медаль «За військові заслуги» (Австро-Угорщина) з мечами
- Військовий Хрест Карла
- Нагрудний знак польового пілота

### Міжвоєнний період
- Пам'ятна військова медаль (Австрія) з мечами
- Хрест «За вислугу років» (Австрія) 2-го класу для офіцерів (25 років)
- Почесний знак «За заслуги перед Австрійською Республікою», золотий знак
- Хрест «За військові заслуги» (Австрія) 3-го класу (22 лютого 1938)
- Почесний хрест ветерана війни з мечами
- Медаль «За вислугу років у Вермахті» 4-го, 3-го, 2-го і 1-го класу (25 років)
- Медаль «У пам'ять 1 жовтня 1938»

### Друга світова війна
- Застібка до Залізного хреста 2-го класу
- Залізний хрест 1-го класу
- Лицарський хрест Залізного хреста (4 липня 1940)
- Німецький хрест в золоті (11 травня 1942)
- Нагрудний знак спостерігача
- Нагрудний знак пілота (Італія)
- Срібна медаль «За військову доблесть» (Італія)
- Медаль «За італо-німецьку кампанію в Африці» (Італія)
- Нарукавна стрічка «Африка»